# 외제니 르 소메르
외제니 안 클로딘 르 소메르(프랑스어: Eugénie Anne Claudine Le Sommer, 1989년 5월 18일 ~ )는 프랑스의 여자 축구 선수이다. 포지션은 공격수이며 현재 올랭피크 리옹 소속이다.

## 클럽 경력
1994년부터 축구 선수로 활약했으며 트렐리사크 FC(Trélissac FC, 1994년 ~ 1998년), AS 게르뫼(AS Guermeur, 1998년 ~ 2004년), FC 로리앙(FC Lorient, 2004년 ~ 2007년), CNFE 클레르퐁텐(2007년)에서 유소년 선수로 활약했다.
2007년부터 2010년까지 스타드 브리오생(Stade Briochin, 현재의 EA 갱강) 소속으로 뛰었고 2010년에 올랭피크 리옹으로 이적했다. 올랭피크 리옹 소속으로 뛰는 동안 팀의 디비지옹 1 페미닌(Division 1 Féminine, 프랑스의 여자 축구 1부 리그) 9회 우승, 쿠프 드 프랑스 페미닌(Coupe de France Féminine, 프랑스의 여자 축구협회컵) 7회 우승, UEFA 여자 챔피언스리그 6회 우승에 공헌했다.

## 국가대표 경력
유소년 선수로 활약하던 동안에는 프랑스 여자 U-17, U-19, U-20 축구 국가대표팀에서 활약했으며 아이슬란드에서 열린 2007년 UEFA U-19 여자 축구 선수권 대회에서 프랑스의 4강 진출에 기여했다. 프랑스에서 열린 2008년 UEFA U-19 여자 축구 선수권 대회에도 참가했지만 프랑스는 조별 예선에서 탈락했다. 하지만 칠레에서 열린 2008년 FIFA U-20 여자 월드컵에서는 4골을 기록했을 정도로 프랑스가 4위를 차지하는 데에 기여했고 대회 브론즈볼을 수상하는 영예를 안았다.
2009년 2월 12일에 열린 아일랜드와의 경기에서 교체 선수로 처음 출전하면서 프랑스 여자 축구 국가대표팀에 데뷔한 이래 3차례의 UEFA 유럽 여자 축구 선수권 대회(2009년, 2013년, 2017년)와 3차례의 FIFA 여자 월드컵(2011년, 2015년, 2019년), 2차례의 하계 올림픽(2012년 런던, 2016년 리우데자네이루)에서 프랑스 대표팀의 일원으로 출전했다. 특히 UEFA 여자 유로 2013, 2015년 FIFA 여자 월드컵에서는 대회 올스타 팀에 선정되는 영예를 안았다.

## 수상

### 클럽
올랭피크 리옹
- 디비지옹 1 페미닌 9회 우승 (2010-11, 2011-12, 2012-13, 2013-14, 2014-15, 2015-16, 2016-17, 2017-18, 2018-19)
- 쿠프 드 프랑스 페미닌 7회 우승 (2011-12, 2012-13, 2013-14, 2014-15, 2015-16, 2016-17, 2018-19)
- UEFA 여자 챔피언스리그 6회 우승 (2010-11, 2011-12, 2015-16, 2016-17, 2017-18, 2018-19)

### 국가대표
프랑스
- 키프로스컵 2회 우승 (2012, 2014)
- 시빌리브스컵 1회 우승 (2017)

### 개인
- 2008년 FIFA U-20 여자 월드컵 브론즈볼 수상
- UEFA 여자 유로 2013 올스타 팀 선정
- 2015년 FIFA 여자 월드컵 올스타 팀 선정